# 鏡の国の針栖川
『鏡の国の針栖川』（かがみのくにのはりすがわ）は、叶恭弘による日本の漫画。『週刊少年ジャンプ』（集英社）において、2011年31号から2012年10号まで連載された。2012年11号に後日談として番外編が掲載されたが、単行本未収録となっている。話数カウントは「#○」（ナンバー）。

## ストーリー
子供の時に命を救った里見真桜に告白もせず、友人関係を保つ高校生の針栖川哲。そんなある日、再び真桜を事故から救うのだが、気付くとそこは真桜の持つ鏡の中だった。このことを機に、二人の秘密の鏡生活が始まった。

## 登場人物
針栖川 哲（はりすがわ てつ）
主人公。基本的には優しく正義感の強い性格であるが、優柔不断で片想いしている真桜に告白できないでいる。しかし、それでも一応真桜にとって一番距離の近い男子である為に、彼女に気がある男子生徒からは酷く敵視されており、理不尽な暴力に晒される事が多い。
真桜が車に撥ねられそうになったのを身を挺して庇ったが、彼女が買った鏡の中に閉じ込められてしまう事になった。学校には「日本一周マラソン旅」と偽って欠席状態となっている。エログッズを大量に所有していたが、家族に旅に出ると称した際に、泣く泣く全て処分した。
里見 真桜（さとみ まお）
ヒロイン。当初は針栖川が鏡に閉じ込められていることを唯一知る人物。
校内でも男子生徒の注目を浴びている美少女。針栖川とは男子で唯一気兼ねなく接する事が出来る為に、彼の人間関係に悪影響を及ぼしてしまっているが、本人にその事への自覚は一切無く、針栖川が鏡に閉じ込められて欠席状態になった際は自分に気がある男子生徒から異常と言わんばかりの勢いで迫られていた。
幼い頃、車に撥ねられそうになったところを針栖川に助けられたが、その時の勢いで額に大きな傷を作ってしまい、消えるのに1年はかかったとのこと。
針栖川が親友の咲に片想いしていると、勘違いしていたが、最終的には針栖川と両想いになる。
松川 咲（まつかわ さき）
もう一人のヒロイン。真桜の保育園時代からの親友で幼馴染。
男勝りでざっくばらんな性格。真桜の存在が原因で目立っていないが、咲もまたかなりの美少女である。後に真桜と同様、針栖川の秘密の共有者となってしまう。軟派な男達から助けられたのを機に、針栖川を意識し始める。
門石 樹鈴（かどいし じゅり）
真桜と咲の友人。針栖川の失踪をなにかと幽霊に結び付けようとするオカルト系女子。
徳江 岬（とくえ みさき）
樹鈴の親友のメガネっ娘。樹鈴の言動を冷静に分析し突っ込みを入れる。
針栖川 つかさ（はりすがわ つかさ）
哲の妹。男勝りな性格。
針栖川の父
哲とつかさの父親。かなりお気楽な思考の持ち主で、哲のエログッズをこっそり借りているスケベ親父でもある。大学時代には幾度かの旅に出ていたらしく、哲の旅立ちもあっさり認めてしまった。妻とはアメリカの旅で出会ったらしい。
鏡 鏡子（かがみ きょうこ）
占い師。愛牢獄（ラブミラー）の元の持ち主。かつて占いの館を経営しており、1時間2時間待ちもザラにある繁盛ぶりだったが、半年前に閉店してしまった。

## 書誌情報
- 叶恭弘 『鏡の国の針栖川』 集英社〈ジャンプ・コミックス〉、全3巻
  1. 「謎の鏡」2012年1月9日第1刷発行（1月4日発売[集 1]）、ISBN 978-4-08-870362-6
  2. 「私が好きなのは」2012年3月7日第1刷発行（3月2日発売）、ISBN 978-4-08-870391-6
  3. 「リスタート」2012年5月7日第1刷発行（5月2日発売）、ISBN 978-4-08-870424-1